# Нидовирусы
Нидовирусы (лат. Nidovirales, от nido — гнездо) — порядок вирусов из реалма Riboviria, чьи представители содержат одноцепочечную (+)РНК. Нуклеокапсид окружён белковой мембраной и липосодержащей внешней оболочкой.

## Заболевания
Представители Nidovirales поражают человека, кошек, птиц, собак, крупный рогатый скот и свиней, вызывают острые респираторные и кишечные заболевания.
Первичная репродукция происходит в слизистой носоглотки и дыхательных путей, в результате возникает обильный насморк, а у детей — бронхиты и пневмонии.

## Классификация
На июнь 2019 года к порядку относят следующие подпорядки и семейства:
- Подпорядок Abnidovirineae
  - Семейство Abyssoviridae (1 подсемейство с 1 родом)
- Подпорядок Arnidovirineae
  - Семейство Arteriviridae (6 подсемейств с 12 родами)
- Подпорядок Cornidovirineae
  - Семейство Coronaviridae — Коронавирусы (2 подсемейства с 5 родами)
- Подпорядок Mesnidovirineae
  - Семейство Medioniviridae (2 подсемейства с 2 родами)
  - Семейство Mesoniviridae (1 подсемейство с 1 родом)
- Подпорядок Monidovirineae
  - Семейство Mononiviridae (1 подсемейство с 1 родом)
- Подпорядок Ronidovirineae
  - Семейство Euroniviridae (2 подсемейства с 2 родами)
  - Семейство Roniviridae (1 подсемейство с 1 родом)
- Подпорядок Tornidovirineae
  - Семейство Tobaniviridae (4 подсемейства с 8 родами)